# Свети Йоан Кръстител (Щип)
„Свети Йоан Кръстител“ (на македонска литературна норма: „Свети Јован Крстител“) е християнски храм в град Щип, Република Македония. Църквата е част от Брегалнишка епархия на Македонската православна църква – Охридска архиепископия.
Църквата се намира високо на скалите вдясно от пътя от Щип за Ново село, на десния бряг на река Отиня. Представлява малка еднокорабна безкуполна сграда. Южната ѝ фасада е украсена с лизени и над западния вход се намира профилирана ниша подобна на тази от южната страна, в която има фреска на патрона. От живописта са останали незначителни фрагменти - изображението на Св. св. Константин и Елена на южната стена. Църквата е издигната в 1350 година със средства на Иванко Пробищипович по времето на деспот Йоан Оливер.